# Надвірнянські скелі
Надвірня́нські ске́лі — геологічна пам'ятка природи місцевого значення в Україні. Об'єкт природно-заповідного фонду Івано-Франківської області. 
Розташована в межах Надвінянського району Івано-Франківської області, на північ від міста Надвірна. 
Площа 5,3 га. Статус присвоєно згідно з розпорядженням облдержадміністрації від 15.07.1996 року № 451. Перебуває у віданні ДП «Надвірнянський лісгосп» (Надвірнянське л-во, кв. 6, вид. 9). 
Статус присвоєно для збереження скелястого урвища на лівобережжі Бистриці Надвірнянської, на крайніх північно-східних відногах масиву Ґорґани. 
Висота урвища 60—70 м, довжина 250 м. Скелі утворені червоно-бурими і зелено-сірими аргілітами та алевролітами. Надвірнянські скелі — це типове відслонення Бориславсько-Покутського покриву нижнього міоцену. 
Скелі мають велику наукову і туристичну цінність; з них відкривається мальовнича панорама міста Надвірна, долини Бистриці Надвірнянської та поблизьких гір. 